# Casa Bonet (Salou)
Casa Bonet és una obra del municipi de Salou (Tarragonès) inclosa en l'Inventari del Patrimoni Arquitectònic de Catalunya, construïda per l'arquitecte reusenc Domènec Sugranyes.

## Descripció
La casa Bonet és un dels edificis més interessants de Salou, vila turística des de començaments del segle XX. Va ser un dels primers xalets construïts davant de la platja, en uns terrenys d'horts. El seu propietari va ser l'empresari reusenc Ciríac Bonet.
Tot el conjunt de l'edifici i la rodalia és de bona factura, sobretot d'un gran interès estètic. Destacant les solucions emprades per a la construcció de portes i finestres, guarnides amb manises de colors vius.
La reixa d'accés a la casa és de forja artística, molt bonica. La casa té planta baixa, pis noble, a sobre un altre i un lloc destinat a les cotxeres.
A l'angle principal hi ha un rellotge de sol ceràmic amb la llegenda aprofita el temps que passa i no torna. Al jardí hi ha una glorieta amb la cúpula de trencadís. L'interior va ser embellit amb pintures murals d'Agustí Ferrer que evoquen la partida de Jaume I, des de la platja de Salou, a la conquesta de Mallorca.
La coberta del pou de la finca, que portava un recobriment de trossos de manises blaves i blanques, ha desaparegut.